# Vexilologie

Steagul FIAV -- Fédération internationale des associations vexillologiques.

Vexilologia (alternativ vexilogia) este o disciplină a istoriei care studiază steagurile din diferite epoci și țări.  
Termenul a fost folosit pentru prima dată de către Dr. Whitney Smith din Statele Unite ale Americii, în 1958, autor al multor articole, studii și cărți pe această temă. A fost considerată pentru mult timp ca fiind o subdiciplină a heraldicii, și este încă considerată astfel ocazional; de asemenea este considerată ca o ramură a semioticii.
Vexilologia este definită formal în Constituția FIAV ca fiind „creația și dezvoltarea de cunoștințe despre steaguri de toate tipurile, formele și funcțiile și a teoriilor științifice și principiilor bazate pe aceste cunoștințe”. 
Orice persoană care studiază steaguri este un/o vexilolog(ă), iar cineva care concepe steaguri este numit un/o vexilolograf(ă). 
Cuvântul vexilologie este un cuvânt compus, generat fiind de latinescul vexillum și completat cu sufixul –ologie, care înseamnă studiul a. (sau din limba greacă, în care logos înseamnă știință).
Vexillum a fost un gen particular de steag utilizat de legiunile romane în timpul existenței Republicii Romane și a Imperiului Roman. Spre deosebire de steagurile moderne, care sunt suspendate de un catarg vertical, vexillum-urile (vexilla, plural în latină), steaguri de formă pătrată, erau atașate de o bară orizontală, care la rândul lor erau atașate de lănci. 
Vexilologii sunt activi în numeroase asociații naționale și regionale care fac parte din Federația Internațională a Asociațiilor de Vexilologie, FIAV (denumirea acesteia în franceză este Fédération Internationale des Associations Vexillologiques). O dată la doi ani, FIAV organizează Congresul Internațional de Vexiloogie, sau International Congress of Vexillology, conform denumirii sale din limba engleză. Spre exemplu, ICV 2005 a fost organizat la Buenos Aires, Argentina). Activitatea vexilologiștilor utilizând Internetul este axată pe website-ul Flags of the World și liste de e-mail. 

## Vexilologi și vexilografi importanți
- Emilio Aguinaldo, designer al steagului Filipinelor
- Graham Bartram
- Manuel Belgrano, designer al steagului Argentinei
- William Crampton
- John Eisenmann, designer al steagului statului Ohio, Statele Unite ale Americii
- Robert G. Heft, designer al actualului steag al SUA, cel care are 50 de stele, corespunzând celor 50 de state ale Statelor Unite
- Francis Hopkinson, designer (conform unor istorici) al steagului american
- Lu Hao-tung, designer al așa-numitulu Cer Albastru cu un Soare Alb steagul Taiwan-ului
- Francisco de Miranda, designer al steagului Venezuelei
- Betsy Ross, designer (conform legendei din jurul istoriei steagului SUA) al steagului Statelor Unite ale Americii
- Whitney Smith
- Zeng Liansong, designer al steagului Republicii Populare Chineze